# Pompílio Evaristo Cardoso
Pompílio Evaristo Cardoso (São Miguel do Tapuio, 23 de fevereiro de 1945) é um economista e político brasileiro que foi deputado estadual pelo Piauí.

## Dados biográficos
Filho de Mirócles Costa Cardoso e Marieta Evaristo Cardoso. Economista, assumiu em 1974 o cargo de secretário municipal de Planejamento em Caxias e manteve-se no cargo até 1986, exceto quando foi candidato a vice-prefeito de São Miguel do Tapuio na chapa de Hélder de Aragão Araújo pelo PMDB em 1982. No segundo governo Alberto Silva, foi superintendente do Instituto de Planejamento e Administração Municipal até eleger-se prefeito de São Miguel do Tapuio em 1988.
Eleito deputado estadual pelo PTB em 1994, tornou-se o primeiro representante da legenda a chegar na Assembleia Legislativa do Piauí desde o pleito de 1962. Reeleito pelo PSDB em 1998, falhou ao buscar um novo mandato no pleito seguinte. Filiado ao PDT perdeu as eleições para prefeito de São Miguel do Tapuio em 2004 e 2008 e nos dois governos de Wilson Martins ocupou cargos em comissão. Filiado ao PSB, passou a dar suporte à vida política do filho, Pompílio Evaristo Cardoso Filho, eleito e reeleito prefeito do município em questão em 2020 e 2024.
Neto de Manuel Evaristo de Paiva, um dos fundadores de São Miguel do Tapuio, é esposo de Jandira Freitas Lira Evaristo Cardoso, eleita prefeita do referido município em 1996, e cunhado do ex-deputado federal Átila Lira.